# Polyura clavata
Polyura clavata är en fjärilsart som beskrevs av Van Eecke 1918. Polyura clavata ingår i släktet Polyura och familjen praktfjärilar. Inga underarter finns listade i Catalogue of Life.